# Jair Zaban

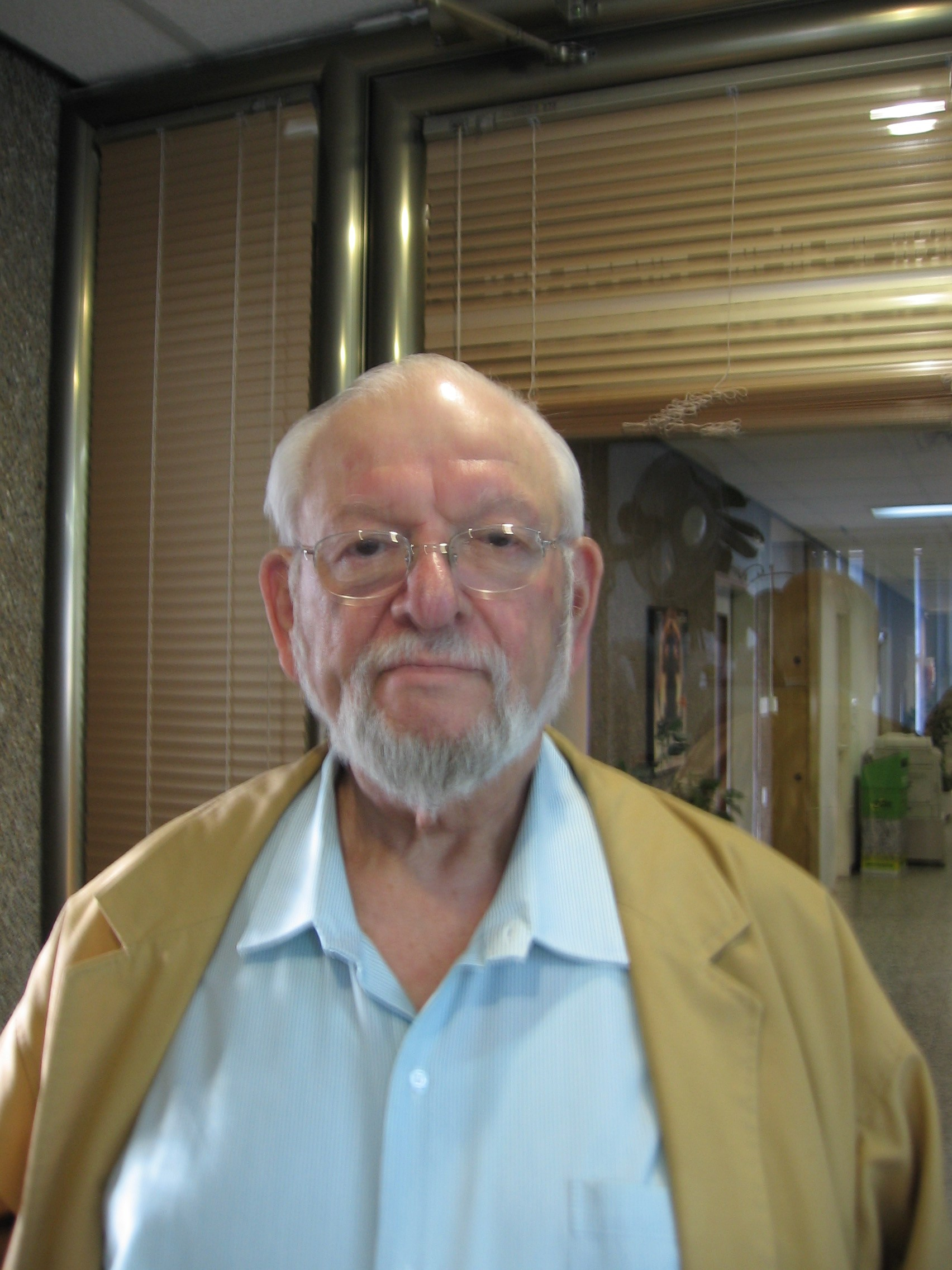
Jair Zaban, 2010

Jaʾir Zaban (hebräisch יאיר צבן, * 23. August 1930 in Jerusalem) ist ein israelischer Politiker und Sozialist. 45 Jahre lang war er politisch aktiv und war von 1965 bis 1973 Mitglied der historischen HaMiflaga HaKomunistit HaJisrəʾelīt (Maki) sowie von 1972 bis 1973 deren Vorsitzender. 
Von 1981 bis 1996 war er Mitglied der Knesset, zuerst für HaMaʿarach, und danach für Mapam und Meretz.
Von 1992 bis 1996 war er Minister für Alija und Integration.